# Lasioglossum gattaca
Lasioglossum gattaca är en biart som beskrevs av Danforth och Wcislo 1999. Lasioglossum gattaca ingår i släktet smalbin, och familjen vägbin. Inga underarter finns listade i Catalogue of Life.